# إيفاريستو برينديس
إيفاريستو برينديس (مواليد 23 مايو 1934) هو مبارز بالسيف أرجنتيني، مثّل بلاده في الألعاب الأولمبية الصيفية 1968.

## روابط خارجية
إيفاريستو برينديس على موقع أوليمبيديا (الإنجليزية)